# Dunhill (cigarro)
Dunhill (antigo Carlton)  é uma marca de cigarros fabricados pela companhia British American Tobacco de origem inglesa. Posteriormente a empresa se expandiu fundindo-se com a American Tobacco. Ocasionalmente, na região em que são comercializados, eles são vendidos por um preço superior aos cigarros mais comuns. São exportados principalmente para a Europa, Ásia Meridional, África do Sul, Nova Zelândia e Austrália, podendo também ser encontrados na Internet e em lojas de cigarros nos Estados Unidos, Malásia e Canadá.
O cigarro Dunhill era notoriamente consumido pelo lendário jornalista, Hunter S. Thompson.